# نیس-متن
نیس-متن (تلفظ در فرانسوی: [nis matɛ̃]) یک روزنامه منطقه‌ای در فرانسه است. این روزنامه به پوشش اخبار نیس و منطقه پروانس-آلپ-کوت دازور در جنوب شرقی فرانسه می‌پردازد.

## تاریخچه و مشخصات
نیس-متن در سال ۱۹۴۴ تأسیس شد. این روزنامه ابتدا به صورت مشترک توسط گروه رسانه‌ای هرسان و گروه برنار تاپی اداره می‌شد. در ژوئیه ۲۰۱۳، گروه تاپی سهم خود را به ۲۵٪ کاهش داد و گروه هرسان ۷۵٪ سهم روزنامه را در اختیار گرفت. ناشر این روزنامه هاشت فیلیپاکی مدیا، یکی از شرکت‌های زیرمجموعه لاگاردیر است. این روزنامه در قالب روزنامه قطع بزرگ منتشر می‌شود.
در سال ۲۰۰۳، تیراژ نیس-متن به ۲۶۷٬۰۰۰ نسخه رسید. در سال ۲۰۱۹، تیراژ این روزنامه به ۶۵٬۹۸۷ نسخه کاهش یافت و در سال ۲۰۲۰ تیراژ آن به ۶۲٬۸۸۱ نسخه رسید.
| سال  | تیراژ   |
| ---- | ------- |
| ۲۰۰۶ | ۱۱۸٬۵۶۶ |
| ۲۰۰۷ | ۱۱۷٬۶۷۹ |
| ۲۰۰۸ | ۱۱۴٬۵۹۸ |
| ۲۰۰۹ | ۱۱۰٬۶۱۹ |
| ۲۰۱۰ | ۱۰۸٬۸۲۶ |
| ۲۰۱۱ | ۱۰۴٬۱۳۸ |
| ۲۰۱۲ | ۹۸٬۳۰۴  |
| ۲۰۱۳ | ۹۲٬۱۰۷  |
| ۲۰۱۴ | ۸۷٬۸۸۴  |
| ۲۰۱۵ | ۸۲٬۲۸۹  |
| ۲۰۱۶ | ۷۸٬۶۸۱  |
| ۲۰۱۷ | ۷۴٬۷۹۷  |
| ۲۰۱۸ | ۷۰٬۴۵۹  |
| ۲۰۱۹ | ۶۷٬۳۶۷  |
| ۲۰۲۰ | ۶۲٬۸۸۱  |